# Chaetoclusia amplipenis
Chaetoclusia amplipenis är en tvåvingeart som beskrevs av Lonsdale och Marshall 2006. Chaetoclusia amplipenis ingår i släktet Chaetoclusia och familjen träflugor. Inga underarter finns listade i Catalogue of Life.